# Claude Jade
Claude Jade (tên sinh Claude Marcelle Jorré; 8 tháng 10 năm 1948 – 1 tháng 12 năm 2006) là nữ diễn viên Pháp. Con gái của hai vợ chồng giáo sư, bà học ở Trường Nghệ thuật Kịch Dijon, ở đấy bà được trao giải thưởng nữ diễn viên năm 1966. Claude Jade có xuất hiện trong ba phim của đạo diễn François Truffaut "Baisers volés" (1968), "Domicile conjugal" (1970), "L'amour en fuite" (1979).

## Những phim nổi tiếng
- 1968 - Những nụ hôn bị đánh cắp (Baisers volés) của François Truffaut
- 1969 - Topaz của Alfred Hitchcock
- 1969 - Mon oncle Benjamin của Édouard Molinaro
- 1970 - Domicile conjugal của François Truffaut
- 1971 - Le bateau sur l'herbe của Gérard Brach
- 1972 - Les Feux de la Chandeleur của Serge Korber
- 1973 - Prêtres interdits của Denys de La Patellière
- 1974 - Trop c'est trop của Didier Kaminka
- 1974 - Le Malin Plaisir của Bernard Toublanc-Michel
- 1975 - Le Choix của Jacques Faber
- 1976 - Kita no misaki (北の岬) của Kei Kumai
- 1977 - Una spirale di nebbia của Eriprando Visconti
- 1978 - Le Pion của Christian Gion
- 1979 - L'amour en fuite của François Truffaut
- 1979 - L'île aux trente cercueils của Marcel Cravenne
- 1980 - Teheran 43 của Aleksandr Alov và Vladimir Naumov
- 1980 - Nous ne l'avons pas assez aimée của Patrick Antoine
- 1981 - Lenin v Parizhe của Sergei Yutkevich
- 1982 - L'Honneur d'un capitaine của Pierre Schoendoerffer
- 1982 - Lise et Laura của Henry Helman
- 1983 - Rendez-vous à Paris của Gabi Kubach
- 1984 - Une petite fille dans les tournesols của Bernard Férie
- 1987 - L'homme qui n'était pas là của René Féret
- 1992 - Tableau d'honneur của Charles Némès
- 1993 - Eugénie Grandet của Jean-Daniel Verhaeghe
- 1994 - Bonsoir của Jean-Pierre Mocky
- 1995 - Porté disparu của Charles Bitsch
- 1998 - Le Radeau de la Méduse của Iradj Azimi
- 2001 - Không gia đình (Sans Famille) của Jean-Daniel Verhaeghe
- 2003 - A San Rémo của Julien Donada
- 2005 - Groupe Flag Vrai ou faux của Dominique Guillo